# ナヤ・タッパー
ナヤ・タッパー（Naya Tapper、1994年8月3日 - ）は、アメリカ合衆国の女子ラグビー選手。

## プロフィール
- アメリカ・サウスカロライナ州ビューフォート出身[1]。
- ポジションはウィング(WTB)。
- 身長 175cm、体重 80kg
- 女子ラグビーワールドカップ2017の女子アメリカ合衆国代表に選ばれた[2]。

## 略歴
2021年、東京五輪の7人制女子アメリカ代表に選ばれた。
2024年、2024パリ五輪の7人制女子アメリカ代表に選ばれて銅メダル獲得。